# Dinnyeberki
Dinnyeberki község Baranya vármegyében, a Szentlőrinci járásban, Pécstől északnyugatra, Szentlőrinctől észak-északnyugatra, Helesfa északnyugati szomszédjában fekvő zsáktelepülés.

## Története
Dinnyeberki nevét az oklevelek 1305-ben említették először Dinneberki néven, 1327-ben Dinnyeberki, 1328-ban Dennaberke módon írták. A település a Dinnyeberki nemesek birtoka volt.
1305-ben Viktorin végrendeletében testvéréről, Kornélról reá szállt dinnyeberki birtokrészeket Kornél feleségére Ilonára és annak leányára, Cristolra hagyja. 1542-ben készült adólajstromban is szerepelt neve Dinnyeberki néven. A török időkben sem néptelenedett el, folyamatosan lakták. A későbbiekben az Esterházy család is birtokosa volt a településnek.

## Közélete

### Polgármesterei
- 1990–1994: Id. Kajdon Béla (független)[3]
- 1994–1998: Kajdon Béla (független)[4]
- 1998–2002: Szilvási András (független)[5]
- 2002–2004: Szilvási András (független)[6]
- 2004–2006: Sándor Tibor (független)[7]
- 2006–2010: Sándor Tibor (független)[8]
- 2010–2014: Szabó Tibor (független)[9]
- 2014–2019: Szabó Tibor József (független)[10]
- 2019–2024: Szabó Tibor József (független)[11]
- 2024– : Szabó Tibor (független)[1]

A településen 2004. június 13-án időközi polgármester-választást tartottak, az előző polgármester lemondása miatt.

## Népesség
A település népességének változása:
| Lakosok száma | 81   | 84   | 87   | 68   | 76   | 74   | 89   | 92   |
|               | 2013 | 2014 | 2015 | 2019 | 2021 | 2022 | 2023 | 2024 |

A 2011-es népszámlálás során a lakosok 92,5%-a magyarnak, 3,2% cigánynak, 1,1% horvátnak, 3,2% németnek mondta magát (5,4% nem nyilatkozott; a kettős identitások miatt a végösszeg nagyobb lehet 100%-nál). A vallási megoszlás a következő volt: római katolikus 82,8%, felekezeten kívüli 4,3% (11,8% nem nyilatkozott).
2022-ben a lakosság 56,8%-a vallotta magát magyarnak, 1,4% cigánynak, 1,4% németnek, 1,4% egyéb, nem hazai nemzetiségűnek (40,5% nem nyilatkozott; a kettős identitások miatt a végösszeg nagyobb lehet 100%-nál). Vallásuk szerint 35,1% volt római katolikus, 17,6% felekezeten kívüli (47,3% nem válaszolt).

## Nevezetességei
- Római katolikus harangláb

## Képek

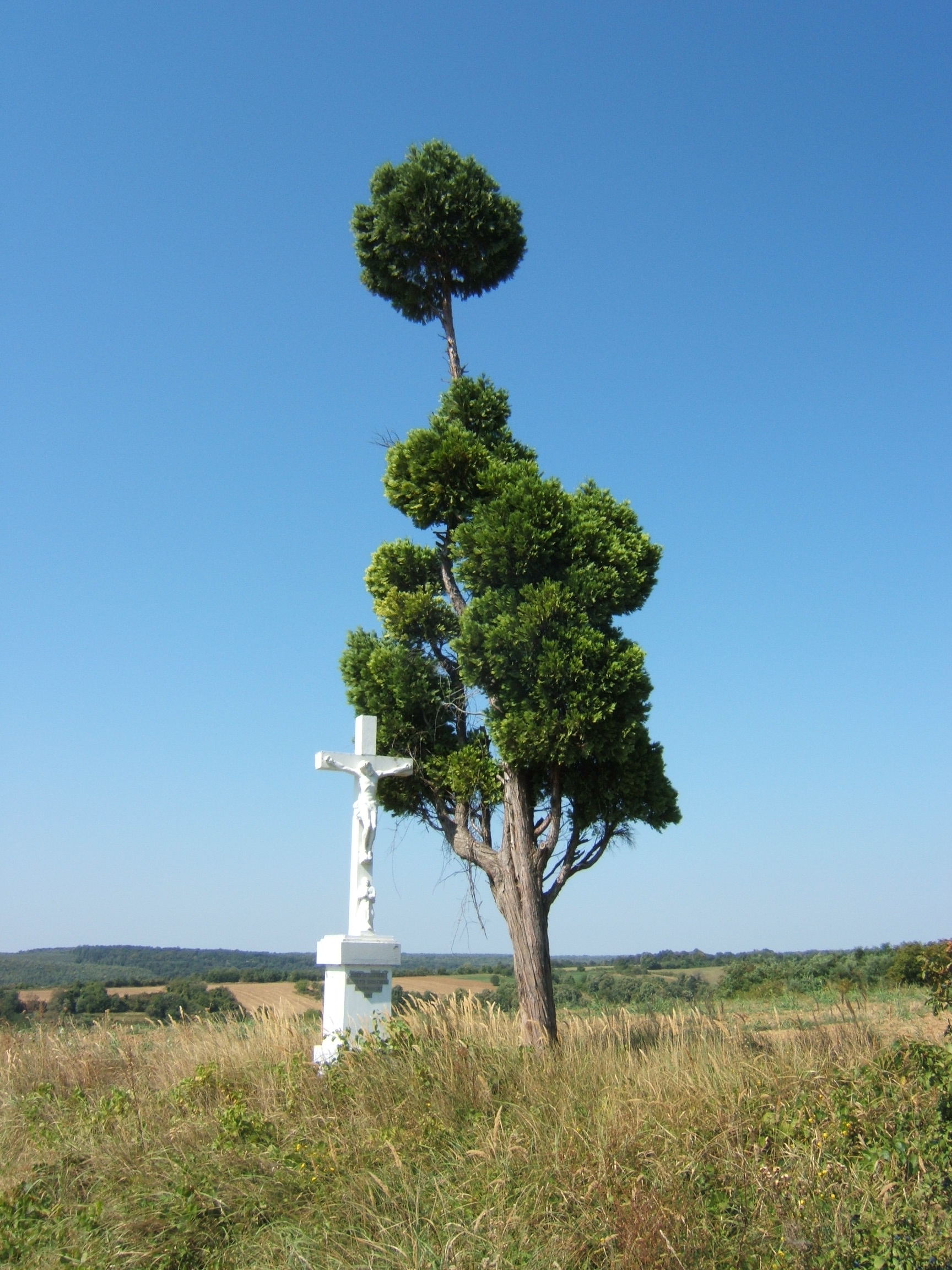
Kőkereszt Dinnyeberki mellett (1993)